# Nisia nebulosa
Nisia nebulosa är en insektsart som beskrevs av Lindberg 1958. Nisia nebulosa ingår i släktet Nisia och familjen Meenoplidae. Inga underarter finns listade i Catalogue of Life.